# Oleria serdolis
Oleria serdolis är en fjärilsart som beskrevs av Richard Haensch 1909. Oleria serdolis ingår i släktet Oleria och familjen praktfjärilar. Inga underarter finns listade i Catalogue of Life.